# محمد أبو خديجة
محمد أبو خديجة ملاكم أردني ، أحرز لقب بطل الأردن والعرب بالوزن فوق الثقيل في رياضة الملاكمة، كما أحرز ميداليتين ذهبيتين للأردن في الدورتين العربيتين الثامنة والتاسعة اللتين جرتا في بيروت وعمان على التوالي في العامين 1997 و1999.
كما أحرز أبو خديجة ذهبية بطولة غرب آسيا في إيران العام 1997 وفضية بطولة دورة الألعاب الآسيوية في بانكوك 1998، فيما كانت آخر إنجازاته الخارجية حصوله على فضية بطولة الجزائر الدولية العام 2001.